# Кассел (Вісконсин)
Кассел (англ. Cassel) — місто (англ. town) в США, в окрузі Марафон штату Вісконсин. Населення — 934 особи (2020).

## Демографія
Згідно з переписом 2010 року, у місті мешкало 911 осіб у 322 домогосподарствах у складі 256 родин. Було 341 помешкання
Расовий склад населення:
| - 97,0 % — білих - 0,3 % — корінних американців - 0,3 % — азіатів - 0,1 % — чорних або афроамериканців - 1,3 % — осіб інших рас |

До двох чи більше рас належало 0,9 %. Частка іспаномовних становила 2,4 % від усіх жителів.
За віковим діапазоном населення розподілялося таким чином: 26,8 % — особи молодші 18 років, 63,0 % — особи у віці 18—64 років, 10,2 % — особи у віці 65 років та старші. Медіана віку мешканця становила 39,7 року. На 100 осіб жіночої статі у місті припадало 106,1 чоловіків;  на 100 жінок у віці від 18 років та старших — 109,7 чоловіків також старших 18 років.
Середній дохід на одне домашнє господарство  становив 89 994 долари США (медіана — 80 438), а середній дохід на одну сім'ю — 94 654 долари (медіана — 82 125). Медіана доходів становила 44 063 долари для чоловіків та 38 482 долари для жінок. За межею бідності перебувало 2,0 % осіб, у тому числі 0,7 % дітей у віці до 18 років та 1,5 % осіб у віці 65 років та старших.
Цивільне працевлаштоване населення становило 607 осіб. Основні галузі зайнятості: виробництво — 22,9 %, освіта, охорона здоров'я та соціальна допомога — 19,4 %, сільське господарство, лісництво, риболовля — 14,5 %.